# Gian Carlo Testoni
Gian Carlo Testoni (Bolonia, 1912 – Milán, 1965) fue un letrista y periodista italiano. 
Ha entrado en la historia de la música ligera como uno de los autores de la primera canción vencedora de un Festival de San Remo, la célebre Grazie dei fior cantada por Nilla Pizzi; y además considerado, por su actividad, como uno de los padres del jazz italiano.
Trabajó como periodista especializado y ha publicado numerosos libros de narrativa para jóvenes y dos libros de poesía, así como numerosos guiones de radionovelas. Dejó una biografía incompleta de G.F. Haendel.

## Libros sobre Gian Carlo Testoni
- Gian Carlo Testoni y Ezio Levi, Introduzione alla vera musica jazz, Magazzino Musicale, Milán 1938
- Gian Carlo Testoni, Arrigo Polillo y Giuseppe Barazzetta, Enciclopedia del Jazz, Messaggerie Musicali, Milán 1954